# Xylophanes robinsonii
Xylophanes robinsonii là một loài bướm đêm thuộc họ Sphingidae. Nó được tìm thấy ở Cuba.
Chiều dài cánh trước khoảng 22 mm. Nó tương tự như Theretra monteironis và Xylophanes fosteri nhưng nhỏ hơn.
Con trưởng thành có thể bay quanh năm.
Ấu trùng có thể ăn Psychotria panamensis, Psychotria nervosa và Pavonia guanacastensis.